# أسيميون (إراكليون)
أسيميون (Ασήμιον) هي مدينة في إراكليون في اليونان.
يبلغ عدد سكانها حوالي 1243   نسمة.